# Орианти
Орианти (родена на 22 януари 1985 г. в Аделаида; пълно име Орианти Панагарис (на английски: Orianthi Penny Panagaris) е австралийска китаристка от гръцки произход.
Орианти се научава да свири на китара на шест години и преминава от акустична към електрическа китара на единадесет години. През 2003 г., на 18-годишна възраст, тя е открита от Карлос Сантана, когато ѝ е позволено да участва в звуковата проверка на Сантана. На следващото представление той я качва на сцената да свири.
Това е последвано от сценични изяви с Принс и ЗиЗи Топ, наред с други, и тя става част от подгряващия акт на световното турне на Стийв Вай през 2007 г. През същата година Орианти подписва с Geffen Records и издава дебютния си албум Violet Journey. Същата година тя става най-младата китаристка, която участва на Eric Clapton's Crossroads Guitar Festival.
Орианти, която след това се мести в САЩ, постига своя международен пробив през 2009 г., когато за първи път придружава Кари Ъндърууд на наградите „Грами“ и след това е избрана от Майкъл Джексън за подгряваща група на неговите прощални концерти. Тъй като Джаксън умира преди това, това не се случва; тя обаче се появява на възпоменателното събитие и може да бъде видяна в документалния филм на Майкъл Джексън This Is It.
Тяхната нараснала популярност помага на втория им албум Believe и сингъла Under Of You да се реализират успешно в САЩ и Австралия през ноември 2009 г. През януари 2010 г., в сътрудничество с PRS Guitars, тя пуска първия си модел с подпис: Orianthi SE. През 2011 г. тя заменя китариста Деймън Джонсън в групата на Алис Купър за турнето му No More Mr. Nice Guy.
Орианти композира How do you sleep заедно със Сирил Николай (The Fairchilds). През август 2013 г. тя свири с Алис Купър на Wacken Open Air, а през март 2014 г. също участва в турнето Rock Meets Classic.
Тя свири с Алис Купър на турнето Raise the Dead до юни 2014 г. Орианти е въведена в Южноавстралийската музикална зала на славата на 22 декември 2014 г.

## Дискография

### Албуми
- Violet Journey (2007)
- Believe (2009)
- Believe II (2010)
- Heaven in This Hell (2013)
- Best of Orianthi (2014)
- O (2020)
- Live from Hollywood (2022)
- Rock Candy (2022)

### Ел Пи
- Fire (2011)
- Rise (2017)
- Making History (2017)

### Сингли
- According to You (2009)
- Courage (feat. Lacey, 2010)
- Shut up and Kiss me (2010)

## Филмография
- Michael Jackson’s This is it (2009)
- Wacken 3D (2014)
- Super Duper Alice Cooper, Welcome to his Nightmare (2014)
- Alice Cooper Raise the Dead Live from Wacken (2014)